# Glacier Canada
Pour les articles homonymes, voir Canada (homonymie).
Le glacier Canada est un glacier descendant de la terre Victoria. Sa fonte arrive dans le lac Fryxell à l'ouest et le lac Hoare (en) à l'est.
Il a été baptisé et cartographié par l'expédition Terra Nova de Robert Falcon Scott.